# کلت کی-۲
کلت کی-۲ (به انگلیسی: Kellett K-2) یک هواچرخ (اتوجایرو) دو سرنشینه بود که در اوایل دهه ۱۹۳۰ در ایالات متحده ساخته شد. نمونه‌های بعدی هنگامی که به موتورهای قوی‌تر مجهز شدند، کی-۳ و کی-۴ نام‌گذاری شدند. یکی از این پرنده‌ها در سال ۱۹۳۴، در فیلم «در یک شب اتفاق افتاد» به کار گرفته شد.

## مشخصات فنی (کی-۳)
ویژگی‌های عمومی
- خدمه: یک خلبان
- ظرفیت: یک مسافر
- طول: ۱۹ فوت ۶ اینچ (۵٫۹۴ متر)
- پهنای بال: ۲۶ فوت ۰ اینچ (۷٫۹۲ متر)
- وزن خالی: ۱٬۶۴۷ پوند (۷۴۸ کیلوگرم)
- وزن ناخالص: ۲٬۴۰۰ پوند (۱٬۰۹۰ کیلوگرم)
- پیشرانه: ۱ عدد  موتور Kinner C-5, 210 hp (160 kW)
- قطر روتور اصلی:  ۴۱ فوت ۰ اینچ (۱۲٫۵۰ متر)
- مساحت روتور اصلی: ۱٬۳۲۰ فوت مربع (۱۲۲٫۷ متر مربع)

عملکرد
- حداکثر سرعت: ۱۱۰ مایل بر ساعت (۱۸۰ کیلومتر بر ساعت، ۹۶ گره)
- بُرد: ۲۵۰ مایل (۴۰۰ کیلومتر، ۲۲۰ مایل دریایی)
- حداکثر ارتفاع: ۱۰٬۰۰۰ فوت (۳٬۰۰۰ متر)

## همچنین ببینید
هواگردهای با عملکرد، پیکربندی یا دوره زمانی مشابه
- Avian Gyroplane
- Buhl A-1 Autogyro
- سییروا سی-۱۹
- Kellett KD-1
- پیت‌کرن پی‌ای-۱۸
- پیت‌کیرن پی‌سی‌ای-۲

### کتابشناسی - فهرست کتب
- Taylor, Michael J. H. (1989). Jane's Encyclopedia of Aviation. London: Studio Editions. pp. 558–59. ISBN 0-7106-0710-5.
- Kellett K-2/K-3 Autogiro – National Museum of the United States Air Force
- aerofiles.com
- O'Leary, Michael (June 2002). "It's a Kellett!". Air Classics. Retrieved 2008-09-02.[پیوند مرده]